# 社会的少数者
社会的少数者（しゃかいてきしょうすうしゃ）とは、その社会の力関係によって、少数者、少数派もしくは弱者の立場に属する者やその集団を指す。また、そのグループに属することによって社会的な偏見や差別の対象になったり、少数者の事情を考慮していない社会制度の不備から損失や被害を受けることを前提とした呼称。社会的弱者に似た概念。また単に数として少数に属する者や集団を指す。「マイノリティグループ」（英語: minority group）の意味、日本語では「マイノリティ」と略されて呼ばれることが多い。社会的マイノリティ、社会的少数派とも言う。

## 概要
日本語では省略をして「マイノリティ」と呼ばれることもある。英語のminorityは、形容minorを接尾辞ityで抽象名詞化したもので「少数」「少数派」などの相対的な数を意味を示す。マイノリティグループは直訳通り本来は単に数的に少数のグループを指していたが、現代では社会的弱者などを意味することが多い。日本では単にマイノリティと呼ばれることも多く、伝えたいものが力関係に対するものか、単に数に対するものか定かではない場合もある。
国によりマイノリティの含む意味が違い、ドイツ、ロシア・ソ連、中国などでは、ナショナル、エスニックグループ(民族)、宗教、言語の4つにおいて多数派と違う少数派のことを指す。日本、アメリカ、韓国はナショナル、エスニックグループ、宗教、言語の4つを重視せずに、障害者や女性、ホームレス状態の人々などを含めた「弱者」のことを指す。
対義語は社会的多数派またはマジョリティであり、これは多数派に位置する為には強い立場にいる集団を意味しており、統めて世論を形成しやすい群というふうにも言える。
留意点として、社会的少数者は単に少数というだけで決まるのではなく、力関係によって変わる場合もある。数としては少数でなくても、差別や構造により社会的に弱い立場の集団を「社会的少数者（マイノリティ）」と定義する。たとえば数の面では人口の半数近くを占める女性や、人口では多数派である南アフリカの黒人や20世紀初頭のアメリカ合衆国南部の黒人のように、人口の割に社会における機会が著しく制限された層をマイノリティとする。
逆に少数者、少数派でも発言力が強く、社会的影響力の大きいなど、その集団が強い立場にある場合には「社会的少数者（マイノリティ）」と呼ばず、ドミナントマイノリティ（英語: dominant minority、支配的少数者）という事もある。これの例としては、「一握りの大富豪」と呼ばれる富裕層や、ラテンアメリカ諸国における白人層、アパルトヘイト時代の南アフリカ共和国における白人層などを挙げることができる。日本においては、これらのドミナントマイノリティは、むしろ広義的な意味でマジョリティの一部とされることも多い。
また、マイノリティとマジョリティの数が時代の経過などの要因により、逆転する場合もある、しかし一度マイノリティと位置付けられたものが、マジョリティと呼ばれるようになる例は少ない。
また、社会的問題を含まない意味で、趣味などの少数派にマイノリティを使うことがある。

## 定義
ルイス・ワースはマイノリティを「身体的または文化的特徴のために、社会において他者から差別的かつ不平等な扱いを受け、それゆえに自らを集団的差別の対象とみなす人々の集団」と定義した。
少数者には色々な考え方があり明確な条件付けは難しい。しかし、条件付けの例として、海外の論文に次の四つの条件が掲げられている。
識別可能性
ある身体的、文化的な特徴によってほかの集団と区別される著しい違いが現れることを意味する。よって、このような少数者たちは差別を避けるため、こんな「違い」を隠そうとする。
権力の差
権力の差とは、経済力、社会的な地位、政治権力など、いろんな部分で実質的な差があるか、もしくはいろんな資源を動員できる能力の差が出ることを意味する。
差別的かつ軽蔑的な待遇の存在
少数派への差別はある個人がただその集団の一員という理由だけで社会的に差別されるという状況を招来する。
少数派としての集団意識
こんな差別は、彼らが差別されていて、彼らの集団のある本質的な資質より多数の評価によっていることを悟らせる。このような集団意識はたった数人の思いから始まるが、差別の繰り返しによって全体的な連帯意識に拡張される。
しかし、すべてのマイノリティが連帯意識をもっているのではない。多くの少数派 の場合、成員としての資格にかかわる規則や文化的な特異性をもつ集団として定義されるが、現実のマイノリティ の中では（たとえばホームレス、HIV患者などの場合）集団としての規則や特異性をもつより、劣悪な地位、もしくは羞恥心によって個別的に分散されていることが多い。それにもかかわらず、このようなマイノリティには共通的な特徴があるが、彼らが社会の主流の成員によって明示的に、もしくは暗黙的に差別されると感じるということである。これがここでいう「集団意識」である。
メタ分析によれば、社会的少数派民族が自分の民族グループに対して抱く感情には、個人にとって多くの利点がある。
国際人権規約（市民的及び政治的権利に関する国際規約）の第27条に於いては国内の少数派とりわけ「宗教的、人種的、言語的少数民族」の権利の保護を掲げている。

## 少数派の種類
- 少数民族

日本ではアイヌがこれにあたる。アパルトヘイト体制下の南アフリカ共和国では、少数派である白人が、多数派、それも人口の8割を占める圧倒的多数派である黒人を支配していたという事情があるが、この場合白人は数としては少数ではあっても、社会的少数者には当たらない。
- 性的少数者

ゲイ、レズビアン、バイセクシュアル、トランスジェンダー、クィアなど（LGBTQ+）の人々は人類の歴史を通じて存在してきたが、数的にも社会的にもマイノリティであり、多くの社会的不平等を経験しており、LGBTQ+の権利運動は、LGBTQ+の人々がマイノリティの一員として認識されることにつながった。そのため、こうした人々は深刻な人権蹂躙を被ってもその救済が困難な状況に置かれる（ジョグジャカルタ原則の項目を参照）。
- 障害者・病人

- 子ども・高齢者
- 外国人・混血・移民・帰国者

- 貧困層
- 被差別地域
- 宗教的少数派（英語版）
- 有色人種

かつての南アフリカのように、圧倒的な多数派を占める場合であっても、権力の差や差別的待遇がある場合は、社会的少数派に分類されうる。
- 女性

男女の人口比はほぼ同じであるが、権力の差や差別的待遇がある場合は、社会的少数派に分類されうる。

## 世界

### 文化多元主義
民族集団が多用な地域においては、多民族国家における少数派の文化的団結と共存、すなわち文化多元主義が強調される。アメリカ黒人の公民権運動の一環として注目され、かつて黒人などを拉致し、その後も移民多く受け入れたアメリカ合衆国ではこの概念が急速に広まった。こうした地域では、単なる個人の経済的あるいは社会的地位の向上だけではなく、多民族・多人種・多宗教国家における、それぞれの集団の尊厳と地位の平等化が強く意識される。
また宗教も民族同様の大きな問題となる。例として、アメリカ合衆国ではこれまで年末の挨拶として、当り前のように「メリー・クリスマス」が使われてきたが、クリスマスはキリスト教の宗教行事であるため、「ハッピー・ホリデーズ」に言い換えられることが少なくない。
一方でメキシコ出身のアメリカ人がアメリカ合衆国の国歌を、スペイン語に改訳 して歌ったときは保守派から大きな反発が起こった
。

### 同化主義
フランスやタイでは、少数派のアイデンティティを守るというよりも、みなを同じに扱うという同化主義の考え方を採っている。つまり、黒人であっても少数民族であっても「その国民であること」を問題とする。即ち、アメリカのように国家における主流派を権威を認めた上で少数派を尊重するというよりも、同じ国民である以上は出身地や宗教といった点が異なっても「同じ国民ならば同じ扱いを受けるべきだ」とする考え方である。
こういった考え方を採用する例は、一定の宗教や民族が圧倒的な大多数ではない国に多い。例えば、フランスではカトリックとプロテスタントが同じ程度存在していたり、太古から「フランス人」が存在していたわけではないという事情が一つあるのと、抱え込んだ植民地を統率する目的で、（「宗教的」に対する）「世俗性」と「フランス語の使用」を絶対条件にしており、この2点については絶対に譲らない。
フランスは宗教色を抑制した結果、無神論者も相当数存在する一方で、伝統的なキリスト教文化を完全に消去するような動きには抵抗感が強く、例えば、イスラム教徒の女学生が頭部を隠すことを法律で禁止したり、トルコのEU加盟に執拗に反対したりするといった強い行動に出る。多文化主義の観点からはフランスの一元主義に対する批判が多く存在する。移民のフランス文化に対する同化を国家政策として奨励しているが、移民社会、特に一部の二世の間では不評である。タイの場合は、王室への忠誠心があれば、個人間の差異が特に重要視されないという特殊な事情がある。

### 日本の例
日本人の社会的弱者集団の代表である被差別部落民に対する政策は、同一民族内の差別であったことや対応策が同化であったことなどの理由により、欧米のような異文化の地位的平等を求める運動ではなく「同胞融和」の問題とされていた。